# الجدول الزمني ليافا
فيما يلي تسلسل زمني لتاريخ يافا.

## قبل القرن العشرين
- القرن الرابع عشر قبل الميلاد - المصريون في السلطة.[1]
- القرنين الثاني عشر والتاسع قبل الميلاد - أصبحت يافا مدينة ساحلية مهمة تحت حكم الفلستيين، حيث كانت تقع أقصى شمال الدولة الفلستية.[2]
- القرن الثامن قبل الميلاد - احتلال الإمبراطورية الآشورية ليافا من الفلستيين.
- 330 قبل الميلاد - سُكت عملات معدنية في يافا، تحت حكم إمبراطورية الإسكندر الأكبر الهلنستية.[1]
- 301 قبل الميلاد - أصبحت يافا جزءًا من المملكة البطلمية.
- 200 قبل الميلاد - أصبحت يافا جزءًا من الإمبراطورية السلوقية.
- 68 م - أصبحت يافا جزءًا من الإمبراطورية الرومانية تحت حكم فسبازيان.[3]
- 636 م - أُخذت يافا من الرومان (البيزنطيين) من قبل الفاتحين المسلمين تحت حكم الخليفة عمر بن الخطاب.[4]
- 1099 م - أخذ الصليبيون المسيحيون يافا مؤقتًا من المسلمين.[4]
- 1126 م - فرسان الإسبتارية في السلطة في يافا.[3]
- 1187 - صلاح الدين الأيوبي يستعيد يافا.[3]
- 1191 م - استيلاء قوات الملك الصليبي ريتشارد الأول ملك إنجلترا على يافا.[3]
- 1196 - استعاد العادل سيف الدين أحمد (أخ صلاح الدين) يافا.[3]
- 1252 - استولت قوات الملك المسيحي لويس التاسع ملك فرنسا على يافا مرة أخرى من المماليك.[4]
- 1268 - استعاد المماليك يافا وطردوا الصليبيين مرة أخرى.[1]
- 1538 - بناء باب الخليل.
- 1517 - العثمانيون في السلطة.[5]
- 1654 - بنيت كنيسة القديس بطرس للروم الكاثوليك تحت الحكم العثماني.
- 1799
  - 3-7 مارس: حاصرت القوات الفرنسية يافا بقيادة نابليون.[3]
  - يونيو: طردت القوات البريطانية الفرنسيينَ.[4]
- 1807 - أصبح محمد أبو نبوت حاكمًا.[5]
- 1831 - إبراهيم باشا في السلطة.[5]
- 1837 - تسبب زلزال الجليل في اهتزاز شديد على طول صدع البحر الميت في 1 يناير مما تسبب في سقوط 6000-7000 ضحية.
- 1838 - تأسيس مدرسة التلمود السفاردي في يافا.[6]
- 1839 - استقرار اليهود الأشكناز القادمين من أوروبا في يافا.[1]
- 1865 - بناء منارة يافا.
- 1866 - عدد السكان: 5000.[5] تأسيس مستعمرة يافا الأمريكية.[1]
- 1868 - إنشاء المستعمرة الألمانية.[7]
- 1871 - إنشاء المجلس البلدي.[5]
- 1879 - هدمت أسوار مدينة يافا لاستيعاب نمو المدينة.[1]
- 1884 - تم إنشاء مدرسة الأشكناز التلمود توراة.[6]
- 1887 - عدد السكان: 14000.[5]
- 1891 - بدء تشغيل سكة حديد الرملة - يافا. افتتاح محطة سكة حديد يافا. تأسيس مستشفى شعار زيون.[6]
- 1892 - الانتهاء من سكة حديد يافا - القدس.[8]
- 1897 - عدد السكان: 33465.[5]

## القرن العشرون
- 1902 - وباء الكوليرا؛ إنشاء مقبرة ترومبلدور.
- 1908- مارس: الاضطرابات الصهيونية الفلسطينية.[9]
- 1909 - تأسست تل أبيب بالقرب من يافا.[10]
- 1911 - بدأ نشر جريدة فلسطين.
- 1913 - عدد السكان: 50،000.[5]
- 1916 - بناء مسجد حسن بك.
- 1917- أبريل: إبعاد يافا: في خضم الحرب العالمية الأولى، طُرد جميع سكان يافا (بما في ذلك تل أبيب)، اليهود والمسلمون على حدٍّ سواء، من المدينة بأوامر عثمانية.
- 1917- ديسمبر: معركة يافا (1917).
- 1918 - تأسيس الجمعية الإسلامية المسيحية.[9]
- 1921- مايو: اضطرابات يافا.[8][9]
- 1932 - عقد مؤتمر الشباب العربي.[9]
- 1936- أبريل: الثورة العربية في فلسطين 1936-1939.[11]
- 1945 - تأسيس مجموعة شباب النجادة شبه العسكرية.[9]
- 1947 - في خطة الأمم المتحدة لتقسيم فلسطين، يُقترح أن تكون يافا داخل الدولة العربية الجديدة، على عكس تل أبيب، التي ستكون جزءًا من الدولة اليهودية.
- 1948 - إعلان الاستقلال الإسرائيلي. في 14 مايو، استولت قوات الإرجون الصهيونية على يافا التي أصبحت جزءًا من دولة إسرائيل الجديدة.[12]
- 1950 - يافا الملحقة بتل ابيب: تشكلت بلدية تل ابيب - يافا في 24 أبريل.[10] إنشاء إدارة يافا (دائرة بلدية).[13]
- 1960 - تأسيس شركة تطوير يافا القديمة.[13]

## المعلومات الكاملة للمراجع
نُشرت في القرن 19
- Abraham Rees، "Joppa"، The Cyclopaedia، Philadelphia: S.F. Bradford، hdl:2027/njp.32101078163530. Published circa 1820s
- Josiah Conder (1830)، "(Jaffa)"، Palestine، The Modern Traveller، London: J.Duncan
- "Jaffa"، Cook's Tourists' Handbook for Palestine and Syria، London: T. Cook & Son، 1876
- Èmile Isambert (1881). "Jaffa". Itinéraire descriptif, historique et archéologique de l'Orient. Guides Joanne (بالفرنسية). Vol. 3: Syrie, Palestine. hdl:2027/nyp.33433002689614.
- "Jaffa"، Handbook for Travellers in Syria and Palestine (ط. 3rd)، Leipsig: K. Baedeker  [لغات أخرى]‏، 1898{{استشهاد}}:  صيانة الاستشهاد: علامات ترقيم زائدة (link) (+ 1876 ed. and 1912 ed.)

نُشرت في القرن 20
- M. Franco (1907)، "Jaffa"، Jewish Encyclopedia، New York، ج. 7{{استشهاد}}:  صيانة الاستشهاد: مكان بدون ناشر (link)
- Macalister, Robert Alexander Stewart (1910). "Joppa" . In Chisholm, Hugh (ed.). Encyclopædia Britannica (بالإنجليزية) (11th ed.). Vol. 15. p. 508.
- Benjamin Vincent (1910). "Jaffa". Haydn's Dictionary of Dates (ط. 25th). London: Ward, Lock & Co.
- "Yafa". Encyclopaedia of Islam. E.J. Brill. 1927. ص. 1143+. ISBN:9789004097940.
- Ruth Kark (1981). "The Traditional Middle Eastern City: The Cases of Jerusalem and Jaffa During the Nineteenth Century". Zeitschrift des Deutschen Palästina-Vereins. ج. 97 ع. 1: 93–108. JSTOR:27931156.
- Yousef Heikal and Imad El-Haj (1984). "Jaffa...as It Was". Journal of Palestine Studies. ج. 13 ع. 4: 3–21. DOI:10.1525/jps.1984.13.4.00p0062u. JSTOR:2536987.
- Charles Issawi (1988)، "The trade of Jaffa 1825–1914"، في Hisham Nashabe (المحرر)، Studia Palaestina
- Ruth Kark (1990). Jaffa: a city in evolution, 1799–1917. Yad Izhak Ben-Zvi Press. ISBN:978-965-217-065-1.

نُشرت في القرن 21
- "Jaffa — Bride of the Sea" or "Yaffo — Kalat Hayam" 2000, By Israeli artist Natali Lipin (views of the city Old Jaffa). Language — Hebrew/English.
- Iris Agmon (2004). "Recording Procedures and Legal Culture in the Late Ottoman Shariʿa Court of Jaffa, 1865–1890". Islamic Law and Society. ج. 11 ع. 3: 333–377. DOI:10.1163/1568519042544376. JSTOR:3399187.
- Mark LeVine (2005). Overthrowing Geography: Jaffa, Tel Aviv, and the Struggle for Palestine, 1880–1948. University of California Press. ISBN:978-0-520-93850-2. مؤرشف من الأصل في 2022-04-29.
- Philip Mattar (2005). "Jaffa". Encyclopedia of the Palestinians. Facts on File. ص. 256. ISBN:978-0-8160-6986-6. مؤرشف من الأصل في 2022-09-30.
- Adam LeBor (2006). City of Oranges: An Intimate History of Arabs and Jews in Jaffa. W. W. Norton. ISBN:978-0-393-32984-1. مؤرشف من الأصل في 2021-01-26.
- Michael R.T. Dumper؛ Bruce E. Stanley، المحررون (2008)، "Jaffa"، Cities of the Middle East and North Africa، Santa Barbara, USA: أي بي سي-كليو، ص. 199+، ISBN:9781576079201
- Nurit Alfasi؛ Roy Fabian (2009). "Preserving Urban Heritage: From Old Jaffa to Modern Tel-Aviv". Israel Studies. ج. 14 ع. 3: 137–156. DOI:10.2979/ISR.2009.14.3.137. JSTOR:30245876. S2CID:145726369.
- Aaron A. Burke؛ وآخرون (2010). "Egyptians in Jaffa: A Portrait of Egyptian Presence in Jaffa during the Late Bronze Age". Near Eastern Archaeology. ج. 73 ع. 1: 2–30. DOI:10.1086/NEA20697244. JSTOR:20697244. S2CID:147699678.
- David Abulafia (2011). "A Tale of Four and a Half Cities, 1900–1950". The Great Sea: A Human History of the Mediterranean. Oxford University Press. ص. 592+. ISBN:978-0-19-975263-8. مؤرشف من الأصل في 2023-03-26. (about Alexandria, Jaffa, Salonika, Smyrna)
- Martin Peilstöcker and Aaron A. Burke، المحرر (2011). History and Archaeology of Jaffa 1. Cotsen Institute of Archaeology Press. ISBN:978-1-931745-81-9.
- Yasemin Avci (2011). "Jerusalem and Jaffa in the Late Ottoman Period". في Yuval Ben-Bassat and Eyal Ginio (المحرر). Late Ottoman Palestine: The Period of Young Turk Rule. I.B.Tauris. ص. 81+. ISBN:978-0-85771-994-2. مؤرشف من الأصل في 2023-05-17.

## روابط خارجية
- المكتبة الرقمية العامة الأمريكية. بنود متعلقة بمدينة يافا، تواريخ مختلفة
- أوروبيانا. بنود متعلقة بمدينة يافا، تواريخ مختلفة